# Giftig maskulinitet
Med giftig maskulinitet (eller toksisk maskulinitet) betegnes adfærd og kulturelle normer blandt mænd, som opfattes som skadelige for såvel samfundet som mændene selv, fx social dominans, had og vold mod kvinder, samt homofobi. Heroverfor står traditionelle maskuline dyder som arbejdsomhed, sportsånd og at sørge for sin familie, som ikke anses for 'giftige'.
At være en rigtig mand i traditionel forstand er ikke noget, der bliver målt på, om man har tingeltangel i vinduet på sin BMW, rager på tilfældige kvinder eller kan tracke sin ekskæreste på mobilen med hysterisk jalousi, men om man kan gøre det, der virker; sikre en stabil indtægt og skabe vedvarende tryghed og glæde for sig selv og sine omgivelser.
Forældrene tror, at [deres søn] Adam ved bedre end at hænge ud med de forkerte, køre bil, når han er fuld, eller behandle kvinder dårligt. Og ja, han ved bedre. Men at vide er en svag tilstand, ikkesandt? Selv om det her handler om, hvordan forældrene er med til at definere, hvem han er, er de bare én indflydelse blandt mange andre. Og ingen er i stand til at undslippe den dominerende kultur, ingen kan undgå at internalisere den.
Begrebet opstod i den amerikanske mytopoetiske mandebevægelse i slutningen af 1900-tallet og spredte sig herfra ud i samfundsdebat og politisk litteratur. Oprindeligt gjaldt betegnelsen forhold mellem marginaliserede mænd, fx aggressiv og kriminel adfærd i og uden for fængsler, og begrebet sattes i forbindelse med et forfejlet eller ødelagt far-søn-forhold. If de mytopoetiske forfattere er giftig maskulinitet en stereotyp form for mandighed, som står i modsætning til en 'ægte' eller 'dyb' maskulinitet, som vore dages mænd ofte har mistet forbindelsen til. Begrebet er blevet kritiseret for at indebære, at sådan adfærd skyldes iboende træk hos mænd.
Feminister har brugt begrebet siden årtusindskiftet, de senere år specielt i forbindelse med MeToo-bevægelsen og Donald Trumps valg i 2016 til amerikansk præsident. Betydningen blandt feminister er dog omstridt, da man ikke er enige om, hvordan giftig maskulinitet forholder sig til maskulinitet i almindelighed. I feministisk litteratur sættes begrebet i forbindelse med højreradikales ønske om tilbagevenden til en mandsstyret samfundsorden.
George Floyds død i maj 2020 er blevet udlagt som udslag af en kultur med giftig maskulinitet i det amerikanske politikorps.

## Kendetegn
Begrebet giftig maskulinitet dækker de tilfælde, hvor den enkelte dreng eller mand bliver angst og usikker, fordi han ikke føler han kan leve op til sædvanlige maskuline idealer og derfor reagerer ved at udøve magt, så han i stedet kan føle sig dominerende og i kontrol, og også blive opfattet sådan af sine omgivelser. Eksempler på sådanne 'giftige' idealer:
- Mænd må ikke vise svagheder, men skal være hårde.
- Følelser skal i størst muligt omfang skjules eller undertrykkes, undtagen vrede[12] eller aggression; konflikter løses med vold.
- En rigtig mand viser ikke sin angst eller sine bekymringer, men holder dem for sig selv.
- Mænd bliver ikke overbebyrdede eller hjælpeløse; de giver sig i kast med problemer og får bugt med dem, uden at skulle bede andre om hjælp.
- Blødagtig eller kvindagtig adfærd, fx gråd, generthed, frygt, eller en kærlig eller øm gestus passer sig ikke for en rigtig mand.
- Mænds omgang med andre er grundlæggende styret af konkurrence og dominans, og ikke af samarbejde.
- En rigtig mand vil altid gerne have sex og er altid parat til det.
- Mænd og kvinder er principielt ude af stand til at forstå hinanden eller være venner med hinanden.
- Hvis en mands krop ikke passer med det maskuline ideal (bredskuldret, muskuløs, høj, ikke ømskindet), bliver han ikke taget alvorligt, men gjort til grin.

I kulturer med giftig maskulinitet bliver disse maskuline idealer til stadighed afprøvet, fx ved at drengen/manden skal demonstrere sit mod og sin fysiske styrke, sin evne til at drikke eller tåle at blive udsat for, eller udsætte andre for, nedværdigende ritualer. Efterlevelse af idealerne håndhæves af den omgivende kultur. Dette indebærer at grine ad eller latterliggøre, tale nedsættende, fordømmende, sårende, afslørende, fornærmende eller hånligt om mænd, som ikke efterlever idealerne. Kønsforskning i giftig maskulinitet søger bl.a. at vise, at også mænd der følger traditionelle patriarkalske magtstrukturer, med tilhørende billeder af maskulinitet og rollestereotyper, kan lide herunder.
I sin bog Iron John: A Book about Men fra 1990 beskriver Robert Bly, hvordan den giftige maskulinitets krav om effektivitet, konkurrence og følelsesmæssig afstand holder mænd fanget og isolerede fra hinanden. Som følge af fædres manglende omsorg mærker drenge og mænd overvejende nærhed og varme gennem kvinder.
Den congolesiske forfatter JJ Bola ser den giftige maskulinitet, med sin tilhørende aggression, hvadenten ægte eller påtaget, spille en vigtig social rolle mht at opretholde venskaber og tydeligggøre et socialt hierarki, et billede som også fremhæves af medierne.
Til et liv med giftig maskulinitet hører en mere risikofyldt og voldelig adfærd, men også ensomhed og social isolation, samt depressioner og højere selvmordsrate, fordi de berørte mænd i sagens natur er utilbøjelige til at søge hjælp. Der er formentlig også en øget risiko for arbejdsnarkomani og alkohol- eller stofmisbrug.

## Opgør
At [giftig maskulinitet] er vidt udbredt er ikke ensbetydende med, det er en del af nogens natur.
Den giftige maskulinitet er så indlejret i vores sprog nu, at den er blevet en sandhed. Men intet i verden er så simpelt. Heller ikke maskulinitet eller mandebegrebet.
I 1980-erne og 1990-erne begyndte man inden for den mytopoetiske mandebevægelse, som var inspireret af Carl Jungs psykologiske arketyper, at vende sig mod det traditionelle mandeideal, som havde været gældende gennem efterkrigstiden. Gennem selvhjælp søgte disse mænd at skille sig af med de ovennævnte giftige træk ved deres maskulinitet, som de følte det omgivende samfund havde påtvunget dem. Især var det vigtigt at opgive tanken om manden som kriger eller konge, styret af biologisk determinisme ("boys will be boys"), og betvivle forestillingen om, at lederrollen uden videre tilkommer manden.
Den amerikanske psykolog Shepherd Bliss, en af frontfigurerne i den mytopoetiske mandebevægelse, har henvist til forholdene i det førindustrielle samfund, hvor mænd samarbejdede om opgaver med husdyr, agerbrug og håndværk, i stedet for at konkurrere mod hinanden. For at komme de giftige træk til livs foreslår Bliss bl.a.:
1. Fædre skal ikke holde deres sønner på afstand, men give dem lige så meget kærlighed og hengivenhed som mødrene giver. Mænd skal tilgive de fædre, som ikke kunne eller ville give sønnerne omsorg.
2. Mænd skal basere deres venskaber med andre mænd på samarbejde og gensidig støtte, ikke på kappestrid.
3. Mænd skal passe på deres kroppe, tage kroppens advarselssignaler alvorligt, og i givet fald søge hjælp.
4. Mænd skal finde på måder at udveksle intimitet med hinanden, ikke af seksuel karakter, men baseret på gensidig tillid.
5. Mænd skal skabe rum, hvor det er tilladt at vise følelser, i stedet for at undertrykke dem.
6. Mænd skal holde op med at skamme sig over deres kroppe, og holde op med at drille andre med deres udseende.[25]

I 2019 publicerede den amerikanske psykologforening APA et sæt retningslinjer for rådgivning af mænd opdraget i traditionelle ('giftige') manderoller.
I november 2023 gennemførte Forum for Mænds Sundhed en spørgeskemaundersøgelse med henblik på at undersøge, om det sprog man bruger i sådanne undersøgelser har indflydelse på resultaterne, hvilket viste sig at være tilfældet. Når man nemlig spørger et repræsentativt udsnit af den danske befolkning: "Har du følt, du har manglet energi?", svarer 3% flere kvinder end mænd ja. Spørger man derimod: "Har du manglet energi?", svarer 36% flere mænd end kvinder ja. Og på spørgsmålet, om man føler sig ensom, svarer en tredjedel flere kvinder end mænd ja, mens tre gange så mange mænd som kvinder svarer "Aldrig" på spørgsmålet, om man har nogen at tale fortroligt med, og 40% flere mænd end kvinder svarer "Aldrig" eller "Sjældent" på samme spørgsmål.
Når begrebet giftig maskulinitet blandt visse feminister regnes for synonymt med al maskulinitet, skyldes det ifølge forfatteren Sebastian Lynggaard blandt andet, at mænd er for dårlige til selv at definere en positiv maskulinitet, men "med vores lidt demonstrative dovenskab siger: Hvordan vil I så have, vi skal være?"

## I medierne
I medierne er emnet giftig maskulinitet flere gange behandlet:
I den animerede kortfilm Purl, som Disney-Pixar udsendte i februar 2019, starter en ung kvinde job på en barsk mandsdomineret arbejdsplads. For at kunne hævde sig blandt kollegerne ændrer hun både udseende og adfærd.
I samme måned udsendte selskabet White Ribbon videoen Boys Don't Cry, som drejer sig om drenge og mænd og følelser.
Firmaet Gillette udsendte i begyndelsen af 2019 en meget set, og endog parodieret reklame, som imødegik giftig maskulinitet, bl.a. ved at gå i rette med det stereotype mandebillede kendt fra det engelske udtryk "boys will be boys", som legitimerer mobning og seksuel chikane. Gilette-reklamen er brugt som eksempel på, hvordan giftig maskulinitet i reklameverdenen bruges for at overbevise kunder om, de kan vise deres afstandtagen til denne maskulinitet ved at købe et bestemt produkt.